# Ignacio Eizaguirre Arregui
Ignacio Eizaguirre Arregui (Sant Sebastià, 7 de novembre de 1920 - 1 de setembre de 2013) fou un futbolista basc. Jugava de porter i els seus equips van ser la Reial Societat, el València CF i l'Osasuna. Era fill del també porter Agustín Eizaguirre.

## Selecció espanyola
Va ser internacional amb la selecció espanyola en 18 partits. Va debutar l'11 de març del 1945 front a Portugal a Lisboa.
Va disputar la fase final de la Copa del Món Brasil 1950, on Espanya va quedar en quart lloc.

## Clubs
- Reial Societat - 1936-1941 - Segona divisió
- València CF - 1941-1950 - Primera divisió – 187 partits
- Reial Societat - 1950-1956 - Primera divisió – 107 partits
- Club Atlético Osasuna - 1956-1960 - Primera divisió – 87 partits

## Palmarès
- 3 Lligues - València CF - 1941-1942, 1943-1944 i 1946-1947
- 1 Copa del Rei - València CF - 1949

### Distincions individuals
- 2 Trofeus Zamora - 1943-1944 i 1944-1945